# Stanislaus Zbyszko
Stanislaus Zbyszko, geboren als Stanisław Jan Cyganiewicz, (Jodlowa, 1 april 1879 - St. Joseph (Missouri), 23 september 1967) was een Pools professioneel worstelaar en strongman. In de jaren 1920 werd hij twee keer World Heavyweight Wrestling Champion en werd populair in de Verenigde Staten. Zijn broer Wladek Zbyszko was ook een professionele worstelaar.
In zijn kinderjaren werd Cyganiewicz door zijn vrienden als "Zbyszko" genoemd en gebruikte die als zijn bijnaam. De naam werd verwezen naar de fictieve middeleeuwse Poolse ridder, afkomstig van de historische roman "Krzyżacy" van Henryk Sienkiewicz.

## Prestaties
- Professional Wrestling Hall of Fame
  - Pioneer Era inductee in 2003

- Wrestling Observer Newsletter awards
  - Wrestling Observer Newsletter Hall of Fame (Class of 1996)

- Overige titels
  - World Heavyweight Championship (2 keer)